# John Writer
John Henry Writer (geboren am 17. September 1944 in Chicago) ist ein ehemaliger US-amerikanischer Sportschütze. Er gewann 1968 eine olympische Silber- und 1972 eine olympische Goldmedaille.

## Karriere
John Writer gewann als Student der West Virginia University 1964, 1965 und 1966 die US-College-Meisterschaften. 1967 gewann er mit dem Kleinkalibergewehr seinen ersten US-Titel. Bei den Olympischen Spielen 1968 in Mexiko-Stadt siegte im Kleinkaliber-Dreistellungskampf der Deutsche Bernd Klingner mit 1157 Punkten vor Writer mit 1156 Punkten, dahinter erhielt Witali Parchimowitsch aus der Sowjetunion mit 1154 Punkten Bronze vor John Foster, dem zweiten Vertreter aus den Vereinigten Staaten.
Bei den Weltmeisterschaften 1970 in Phoenix gewann Writer mit dem Freien Gewehr Bronze in der Stehend-Position und belegte den fünften Platz im Dreistellungskampf. In beiden Disziplinen siegte das Team aus den Vereinigten Staaten mit Margaret Murdock, Lones Wigger, John Foster und John Writer in der Mannschaftswertung. Mit dem Kleinkalibergewehr siegte Witali Parchimowitsch im Dreistellungskampf vor John Writer, im Stehendschießen erhielt Writer Bronze. In der Mannschaftswertung siegten David Boyd, Foster, Wigger und Writer in der Stehend-Position. Im Wettbewerb mit dem Standardgewehr wurde Writer Einzel-Weltmeister.
1971 gewann Writer bei den Panamerikanischen Spielen in Cali drei Titel, darunter den Einzeltitel im Kleinkaliber-Dreistellungskampf. Bei den Olympischen Spielen 1972 in München trat er nur in dieser Disziplin an und siegte mit dem Weltrekord von 1166 Punkten und neun Punkten Vorsprung auf seinen Landsmann Lanny Bassham. Neben dem Weltrekord im Dreistellungskampf verbesserte er mit 381 Punkten auch den Weltrekord in der Stehend-Position.
Seine letzten großen Meisterschaften waren die Weltmeisterschaften 1974 in Thun. Dort gewann er den Kleinkaliber-Dreistellungskampf vor Lones Wigger und Lanny Bassham. Zusammen mit Margaret Murdock gewannen die drei Schützen auch die Mannschaftswertung, in der gleichen Besetzung siegte das Team aus den Vereinigten Staaten auch in der Stehend-Position. In der Kniend-Position gewann Writer Bronze in der Einzelwertung und Silber mit dem Team. Mit dem Freien Gewehr siegten Bassham, Foster, Wigger und Writer in der Mannschaftswertung des Dreistellungskampfs, sowie im Liegend- und Stehendschießen, hinzu kam eine Silbermedaille in der Mannschaftswertung für die Kniend-Position.